# Lorella De Luca
Pour les articles homonymes, voir De Luca.
Lorella De Luca est une actrice italienne, née à Florence (Italie) le 17 septembre 1940, et morte à Civitavecchia le 9 janvier 2014,.

## Biographie
En 1955, Lorella De Luca débute sous la direction de Federico Fellini dans Il bidone. Elle fréquente ensuite le Centre expérimental du cinéma.
En 1956, Dino Risi la lance avec Pauvres mais beaux. Le succès de ce film en fait un des visages les plus populaires du monde du spectacle italien. Sa fraîcheur et sa politesse en font la favorite du public, en particulier pour les films suivants : Beaux mais pauvres et Poveri milionari.
Elle se spécialise dans le rôle de la jeune fille ingénue, une espèce de Sandra Dee italienne, dans une série de comédies à succès : Il medico e lo stregone (1957) di Mario Monicelli avec Vittorio De Sica et Marcello Mastroianni, Domenica è sempre domenica (1958) de Camillo Mastrocinque, Premier Amour (Primo amore) (1959) de Mario Camerini et de nombreuses autres.
En 1958, elle est aux côtés de Alessandra Panaro et de Mario Riva dans le très populaire jeu télévisé Il Musichiere comme assistante du présentateur.
En 1965, sous le pseudonyme de Hally Hammond, elle joue dans Un pistolet pour Ringo, dirigée par celui qui deviendra son mari, Duccio Tessari. Leurs deux filles, Federica et Fiorenza Tessari, sont toutes deux devenues des actrices.
Elle apparaît ensuite dans neuf autres films réalisés par son mari ; dans certains, elle s'occupe également de diriger la seconde équipe.
Elle joue dans son dernier film en 1978. Elle fait un bref retour en 1993 pour Bonus Malus (it) de Vito Zagarrio.
Elle apprend en 1994 qu'elle souffre d'une tumeur au cerveau, qui la rendra aveugle en 2010 malgré une intervention chirurgicale. Elle décède en 2014.

## Filmographie partielle

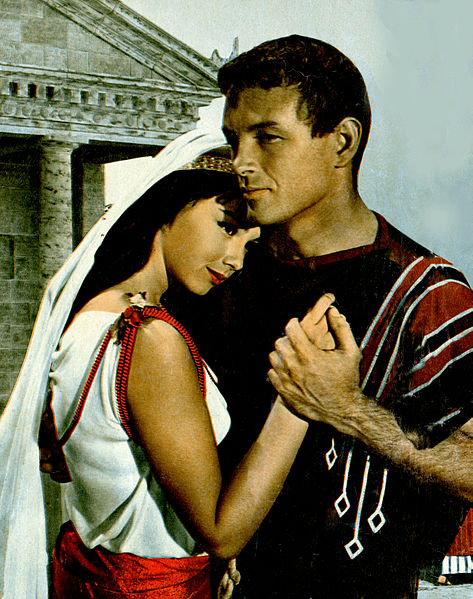
Lorella De Luca et Jacques Sernas dans le film Sous le signe de Rome (1959) de Guido Brignone

- 1955 : Il bidone, de Federico Fellini : Patrizia, la fille d'Augusto
- 1956 : Pauvres mais beaux (Poveri ma belli), de Dino Risi : Marisa
- 1956 : Roland, prince vaillant (Orlando e i Paladini di Francia), de Pietro Francisci : Aude
- 1957 : Pères et Fils (Padri e figli), de Mario Monicelli : Marcella Corallo
- 1957 : Beaux mais pauvres (Belle ma povere), de Dino Risi : Marisa
- 1957 : Le Médecin et le Sorcier (Il medico e lo stregone) de Mario Monicelli
- 1957 : Les Mystères de Paris (I Misteri di Parigi), de Fernando Cerchio : Maria, la chanteuse
- 1958 : Sous le signe de Rome (Nel segno di Roma), de Guido Brignone : Bethsabée
- 1958 : Femmes d'un été (Racconti d'estate), de Gianni Franciolini : Lina
- 1959 : Premier Amour (Primo amore) de Mario Camerini
- 1960 : Il principe fusto de Maurizio Arena : Angela
- 1962 : Le Jour le plus court (Il giorno più corto), de Sergio Corbucci : L'héritière sicilienne
- 1964 : Le Fils de Tarass Boulba (Taras Bulba il cosacco), de Henry Zaphiratos : Nadia
- 1965 : Les Plaisirs dangereux (Una voglia da morire) de Duccio Tessari
- 1965 : Un pistolet pour Ringo (Una pistola per Ringo), de Duccio Tessari : Miss Ruby
- 1965 : Le Retour de Ringo (Il Ritorno di Ringo), de Duccio Tessari : Helen Brown / Hally Fitzgerald
- 1971 : Cran d'arrêt (Una farfalla con le ali insanguinate), de Duccio Tessari : Marta Clerici
- 1974 : Les Durs (Uomini duri), de Duccio Tessari : Anne Lombardo
- 1976 : Les Sorciers de l'île aux singes (Safari Express) de Duccio Tessari
- 1978 : Le Crépuscule des faux dieux (L'alba dei falsi dei) de Duccio Tessari